# Agriocnemis keralensis
Agriocnemis keralensis là một loài chuồn chuồn kim trong họ Coenagrionidae.
Loài này được xếp vào nhóm Loài ít quan tâm trong sách Đỏ của IUCN năm 2010.
Agriocnemis keralensis được Peters miêu tả khoa học năm 1981.